# Teorema de recurrencia de Poincaré
En física, el teorema de recurrencia de Poincaré establece que ciertos sistemas, después de un tiempo suficientemente largo, pero finito, volverán a un estado muy cercano, si no exactamente igual al estado inicial. El tiempo de recurrencia de Poincaré es el tiempo transcurrido hasta la recurrencia; este tiempo puede variar mucho según el estado inicial exacto y el grado requerido de cercanía. El resultado se aplica a sistemas mecánicos aislados sujetos a algunas restricciones, por ejemplo, todas las partículas deben estar unidas a un volumen finito. El teorema se discute comúnmente en el contexto de la teoría ergódica, los sistemas dinámicos y la mecánica estadística . 
El teorema lleva el nombre de Henri Poincaré, quien lo discutió en 1890 y fue probado por Constantin Carathéodory utilizando la teoría de las medidas en 1919.

## Formulación precisa
Cualquier sistema dinámico definido por una ecuación diferencial ordinaria determina un mapa de flujo f t se mapea el espacio de fase en sí mismo. Se dice que el sistema conserva el volumen, si el volumen de un conjunto en el espacio de fase es invariante bajo el flujo. Por ejemplo, todos los sistemas hamiltonianos conservan el volumen debido al teorema de Liouville. El teorema es entonces: si un flujo conserva el volumen y solo tiene órbitas limitadas, entonces para cada conjunto abierto existen órbitas que intersectan el conjunto infinitamente a menudo.

## Discusión de la prueba
La prueba, hablando cualitativamente, depende de dos premisas:
1. Se puede establecer un límite superior finito en el volumen total del espacio de fase potencialmente accesible. Para un sistema mecánico, este límite se puede proporcionar al requerir que el sistema esté contenido en una región física del espacio delimitada (de modo que, por ejemplo, no pueda expulsar partículas que nunca regresan): combinada con la conservación de la energía, esto bloquea al Sistema en una región finita en el espacio de fase.
2. Se conserva el volumen de fase de un elemento finito bajo dinámica. (para un sistema mecánico, esto está garantizado por el teorema de Liouville)

Imagine cualquier volumen inicial finito de espacio de fase y siga su trayectoria en la dinámica del sistema. El volumen "barre" los puntos del espacio de fase a medida que evoluciona, y el "frente" de este barrido tiene un tamaño constante. Con el tiempo, el volumen de fase explorado (conocido como "tubo de fase") crece linealmente, al menos al principio. Pero, debido a que el volumen de fase accesible es finito, el volumen del tubo de fase debe saturarse debido a que no puede crecer más que el volumen accesible. Esto significa que el tubo de fase debe intersecarse. Sin embargo, para intersecarse, debe hacerlo primero pasando por el volumen inicial. Por lo tanto, al menos una fracción finita del volumen inicial es recurrente. 
Ahora, considere el tamaño de la parte que no retorna del volumen de la fase inicial, esa parte que nunca regresa al volumen inicial. Usando el principio que acabamos de analizar en el último párrafo, sabemos que si la parte de no devolución es finita, entonces una parte finita de la parte de no devolución debe regresar. Pero eso sería una contradicción, ya que cualquier parte de la parte no devuelta que devuelve, también regresa al volumen inicial original. Por lo tanto, la parte sin retorno del volumen de inicio no puede ser finita y debe ser infinitamente más pequeña que el volumen de inicio en sí o QED. 
El teorema no comenta sobre ciertos aspectos de la recurrencia que esta prueba no puede garantizar: 
- Puede haber algunas fases especiales que nunca regresen al volumen de la fase de inicio, o que solo regresen al volumen de inicio un número finito de veces y que nunca más regresen.  Sin embargo, estos son extremadamente "raros", formando una parte infinitesimal de cualquier volumen inicial.
- No todas las partes del volumen de la fase necesitan volver al mismo tiempo.  Algunos "perderán" el volumen inicial en la primera pasada, solo para hacer su devolución en un momento posterior.
- Nada impide que el tubo de fase vuelva a su volumen inicial antes de que se agote todo el volumen de fase posible. Un ejemplo trivial de esto es el oscilador armónico. Los sistemas que cubren todo el volumen de fase accesible se denominan ergódicos (esto por supuesto depende de la definición de "volumen accesible").
- Lo que se puede decir es que para "casi cualquier" fase de inicio, un sistema eventualmente regresará arbitrariamente cerca de esa fase de inicio.  El tiempo de recurrencia depende del grado de cercanía requerido (el tamaño del volumen de la fase). Para lograr una mayor precisión de la recurrencia, necesitamos un volumen inicial más pequeño, lo que significa un tiempo de recurrencia más prolongado.
- Para una fase dada en un volumen, la recurrencia no es necesariamente una recurrencia periódica.  El segundo tiempo de recurrencia no necesita ser el doble del primer tiempo de recurrencia.

## Declaración formal del teorema
Sea 
{\displaystyle (X,\Sigma ,\mu )}
un espacio de medida finito y sea 
{\displaystyle f\colon X\to X}
una transformación que preserve la medida. A continuación se presentan dos enunciados alternativos del teorema. 

### Teorema 1
Para cualquier {\displaystyle E\in \Sigma }, el conjunto de los puntos {\displaystyle x} de {\displaystyle E} para los que existe {\displaystyle N\in \mathbb {N} } tal que {\displaystyle f^{n}(x)\notin E} para todo {\displaystyle n>N} tiene medida cero.  Es decir, casi todos los puntos de {\displaystyle E} vuelven a {\displaystyle E}. De hecho, casi todos los puntos vuelven infinitamente a menudo; es decir
{\displaystyle \mu \left(\{x\in E:{\text{ existe }}N{\text{ tal que }}f^{n}(x)\notin E{\text{ para todo }}n>N\}\right)=0.}

### Teorema 2
La siguiente es una versión topológica de este teorema: 
Si  {\displaystyle X} es un segundo espacio numerable de Hausdorff y {\displaystyle \Sigma } contiene el sigma-álgebra de Borel, entonces el conjunto de puntos recurrentes de  {\displaystyle f} tiene plena medida. Es decir, casi todos los puntos son recurrentes.

## Versión mecánica cuántica
Para sistemas mecánicos cuánticos con estados propios de energía discreta, se sostiene un teorema similar. Para cada  {\displaystyle \varepsilon >0} y {\displaystyle T_{0}>0} existe un tiempo T mayor que  {\displaystyle T_{0}}, tal que  {\displaystyle |\psi (t)\rangle }denota el vector de estado del sistema en el tiempo t. 
Los elementos esenciales de la prueba son los siguientes. El sistema evoluciona en el tiempo según: 
{\displaystyle |\psi (t)\rangle =\sum _{n=0}^{\infty }c_{n}\exp(-iE_{n}t)|\phi _{n}\rangle }
donde el {\displaystyle E_{n}}son los valores propios de energía (usamos unidades naturales, por lo que {\displaystyle \hbar =1}), y el  {\displaystyle |\phi _{n}\rangle }son los estados propios de energía. La norma al cuadrado de la diferencia del vector de estado en el tiempo{\displaystyle \infty } y el tiempo cero, se puede escribir como: 
{\displaystyle ||\psi (T)\rangle -|\psi (0)\rangle |^{2}=2\sum _{n=0}^{\infty }|c_{n}|^{2}[1-\cos(E_{n}T)]}
Podemos truncar la suma en alguna n   =   N independiente de T, porque 
{\displaystyle \sum _{n=N+1}^{\infty }|c_{n}|^{2}[1-\cos(E_{n}T)]\leq 2\sum _{n=N+1}^{\infty }|c_{n}|^{2}}
que se puede hacer arbitrariamente pequeña debido a la suma  {\displaystyle \sum _{n=0}^{\infty }|c_{n}|^{2}},al ser la norma al cuadrado del estado inicial, converge a 1. 
Que la suma finita 
{\displaystyle \sum _{n=0}^{N}|c_{n}|^{2}[1-\cos(E_{n}T)]}
Puede hacerse arbitrariamente pequeño, se desprende de la existencia de enteros {\displaystyle k_{n}}tal que 
{\displaystyle |E_{n}T-2\pi k_{n}|<\delta }
para arbitrario  {\displaystyle \delta >0}. Esto implica que existen intervalos para T en los que 
{\displaystyle 1-\cos(E_{n}T)<{\frac {\delta ^{2}}{2}}.}
En tales intervalos, tenemos: 
{\displaystyle 2\sum _{n=0}^{N}|c_{n}|^{2}[1-\cos(E_{n}T)]<\delta ^{2}\sum _{n=0}^{N}|c_{n}|^{2}<\delta ^{2}}
El vector de estado, por lo tanto, vuelve arbitrariamente cerca del estado inicial, infinitamente a menudo. 

## Otras lecturas
- Page, Don N. (25 de noviembre de 1994). «Information Loss in Black Holes and/or Conscious Beings?». arXiv:hep-th/9411193.